# 射鵰英雄傳 (遊戲)
《射鵰英雄傳》是索尼電腦娛樂開發的電子角色扮演遊戲，2000年11月29日在PlayStation上發賣。遊戲原作為金庸的同名武俠小說，講述少年郭靖為報父仇闖蕩江湖的故事。
遊戲由日本索尼電腦娛樂團隊開發，3D動畫外包給香港公司製作。這是PlayStation首款專門面向華語市場暨最早官方中文化的遊戲。遊戲採用中文配音，搭配繁、簡體中文字幕。台北在遊戲發售日舉行首賣會活動。